# Vasileios Myrianthopoulos
Vasileios Myrianthopoulos (griechisch Βασίλειος Μυριανθόπουλος; * 9. August 2001) ist ein griechischer Leichtathlet, der sich auf den Sprint spezialisiert hat.

## Sportliche Laufbahn
Erste internationale Erfahrungen sammelte Vasileios Myrianthopoulos im Jahr 2022, als er bei den Balkan-Meisterschaften in Craiova mit der griechischen 4-mal-100-Meter-Staffel in 39,86 s die Bronzemedaille hinter den Teams aus Rumänien und Serbien gewann. Im Jahr darauf schied er bei den U23-Europameisterschaften in Espoo mit 21,21 s in der ersten Runde im 200-Meter-Lauf aus und belegte mit der Staffel in 39,09 s den vierten Platz. 2024 belegte er bei den Balkan-Meisterschaften in Izmir in 10,28 s den vierten Platz im 100-Meter-Lauf und sicherte sich mit der Staffel in 39,59 s die Silbermedaille hinter dem türkischen Team. Kurz darauf belegte er bei den Europameisterschaften in Rom in 39,39 s den siebten Platz im Staffelbewerb. Im Jahr darauf belegte er bei den Balkan-Hallenmeisterschaften in Belgrad in 6,81 s den sechsten Platz im 60-Meter-Lauf, ehe er bei den Halleneuropameisterschaften in Apeldoorn mit 6,79 s in der ersten Runde ausschied. Ende Juni wurde er bei der 1. Liga der Team-Europameisterschaft in Madrid in 20,90 s Sechster im B-Lauf über 200 Meter und gelangte mit der Staffel mit 38,91 s auf Rang drei im B-Lauf. Anschließend belegte er bei den Balkan-Meisterschaften in Volos in 20,85 s den vierten Platz über 200 Meter und siegte in 39,03 s im Staffelbewerb.
2021 wurde Myrianthopoulos griechischer Hallenmeister im 200-Meter-Lauf.

## Persönliche Bestleistungen
- 100 Meter: 10,28 s (+0,9 m/s), 25. Mai 2024 in Izmir
  - 60 Meter (Halle): 6,77 s, 18. Januar 2025 in Sofia
- 200 Meter: 20,75 s (+1,4 m/s), 15. Juni 2025 in Trikala
  - 200 Meter (Halle): 21,39 s, 23. Februar 2025 in Piräus